# Robert Gant
Robert Gant, nome d'arte di Robert John González (Tampa, 13 luglio 1968), è un attore statunitense.

## Biografia
Sin dall'adolescenza ha interpretato piccoli ruoli in alcuni spot pubblicitari e in popolari programmi televisivi, anche insieme a Bob Hope. Ha partecipato, inoltre, a numerose produzioni teatrali.
Ha studiato legge alla University of Pennsylvania e, dopo la laurea in giurisprudenza alla Georgetown University di Washington, si è stabilito a Los Angeles per svolgervi la professione di avvocato: ha abbandonato presto tale attività per dedicarsi totalmente alla recitazione.
È apparso in numerosi telefilm (Melrose Place, Popular, Friends) e dal 2001 al 2005 ha fatto parte del cast fisso di Queer as Folk. Partecipa inoltre al decimo episodio della quinta stagione di Nip/Tuck.
Gant è apertamente gay.

## Filmografia

### Cinema
- Cityscrapes: Los Angeles, regia di Michael Becker (1994)
- Jane Street, regia di Vicangelo Bulluck (1996)
- Killing Mrs. Tingle , regia di Kevin Williamson (1999)
- Fits and Starts, regia di Kevin R. Kelley (2002)
- The Contract, regia di Steven R. Monroe (2002)
- Marie e Bruce - Finché divorzio non vi separi (Marie and Bruce), regia di Tom Cairns (2004)
- Save Me - Salvami (Save Me), regia di Robert Cary (2007)
- Live! - Ascolti record al primo colpo (Live!), regia di Bill Guttentag (2007)

### Televisione
- Amara vendetta (Bitter Vengeance), regia di Stuart Cooper - film TV (1994)
- Ellen - serie TV, episodio 2x01 (1994)
- My So-Called Life - serie TV, episodio 1x13 (1994)
- My Wildest Dreams - serie TV, episodio 1x03 (1995)
- Una bionda per papà (Step by Step) - serie TV, episodio 5x02 (1995)
- Alta marea (High Tide) - serie TV, episodio 2x15 (1996)
- Townies - serie TV, episodio 1x14 (1996)
- Melrose Place - serie TV, episodi 3x13-5x03 (1994-1996)
- Night Stand - serie TV, episodio 2x33 (1997)
- Vita con Roger (Life with Roger) - serie TV, episodio 1x20 (1997)
- Friends - serie TV, episodio 3x23 (1997)
- K.C. Agente Segreto (K.C. Undercover) - serie TV, episodi 2x06-2x07 (2015)
- Mr. Cooper - serie TV, episodio 5x12 (1997)
- Due poliziotti a Palm Beach (Silk Stalkings) - serie TV, episodio 7x07 (1997)
- Head over Heels - serie TV, episodio 1x06 (1997)
- Style & Substance - serie TV, episodio 1x03 (1998)
- Caroline in the City - serie TV, 9 episodi (1997-1998)
- Fantasy Island - serie TV, episodio 1x06 (1998)
- Becker - serie TV, episodio 2x03 (1999)
- Rude Awakening - serie TV, episodio 2x15 (1999)
- Linc's - serie TV, episodio 2x20 (2000)
- L'atelier di Veronica (Veronica's Closet) - serie TV, episodio 3x18 (2000)
- Popular - serie TV, 11 episodi (2000-2001)
- V.I.P. - serie TV, episodio 4x13 (2002)
- Providence - serie TV, episodio 5x02 (2002)
- Queer as Folk - serie TV, 55 episodi (2002-2005)
- The Closer - serie TV, episodio 1x08 (2005)
- Pepper Dennis - serie TV, episodio 1x06 (2006)
- CSI - Scena del crimine (CSI: Crime Scene Investigation) - serie TV, episodio 7x18 (2007)
- Nip/Tuck - serie TV, episodio 5x10 (2008)
- The Delphi Effect, regia di Ron Oliver - film TV (2008)
- Mask of the Ninja, regia di Bradford May - film TV (2008)
- Special Delivery, regia di Michael Scott - film TV (2008)
- CSI: NY - serie TV, episodio 5x17 (2009)
- Tracey Ullman's State of the Union - serie TV, episodio 2x09 (2009)
- Castle - Detective tra le righe (Castle) - serie TV, episodio 2x01 (2009)
- CSI: Miami - serie TV, episodio 8x02 (2009)
- Personal Affairs - serie TV, 5 episodi (2009)
- Bones - serie TV, episodio 5x13 (2010)
- Hot in Cleveland - serie TV, episodio 1x03 (2010)
- 90210 - serie TV, episodio 3x05 (2010)
- Mike & Molly - serie TV, episodio 1x16 (2011)
- Happily Divorced - serie TV, episodio 1x08 (2011)
- La vita segreta di una teenager americana (The Secret Life of the American Teenager) - serie TV, episodio 4x10 (2011)
- Shameless - serie TV, episodio 2x05 (2012)
- Criminal Minds - serie TV, episodio 10x16 (2015)
- Una vita da star (Summer of Dreams), regia di Mike Rohl – film TV (2016)
- Supergirl - serie TV, episodio 2x20 (2016)
- Tredici (13 Reasons Why) – serie TV, 4 episodi (2017)

### Doppiaggio
- Dead Space 3 - videogioco (2013)

## Doppiatori italiani
Nelle versioni in italiano delle opere in cui ha recitato, Robert Gant è stato doppiato da:
- Davide Marzi in CSI: Miami, All Rise
- Riccardo Rossi in Friends
- Vittorio Guerrieri in The Closer
- Massimiliano Manfredi in CSI - Scena del crimine
- Gianluca Iacono in Nip/Tuck
- Massimo Lodolo in CSI: NY
- Fabrizio Pucci in Castle
- Andrea Lavagnino in NCIS - Unità anticrimine
- Saverio Indrio in K.C. Agente Segreto
- Sandro Acerbo in Criminal Minds
- Luca Graziani in NCIS: Los Angeles
- Gabriele Calindri in Tredici (ep. 1x04-05, 2x02, 4x10)
- Dario Oppido in Tredici (ep. 1x12-13)
- Fabrizio Temperini in Supergirl
- Stefano Benassi in Good Trouble
- Marco Baroni in Station 19

Da doppiatore è stato sostituito da:
- Gianluca Iacono in Dead Space 3